# Litauische Musik- und Theaterakademie

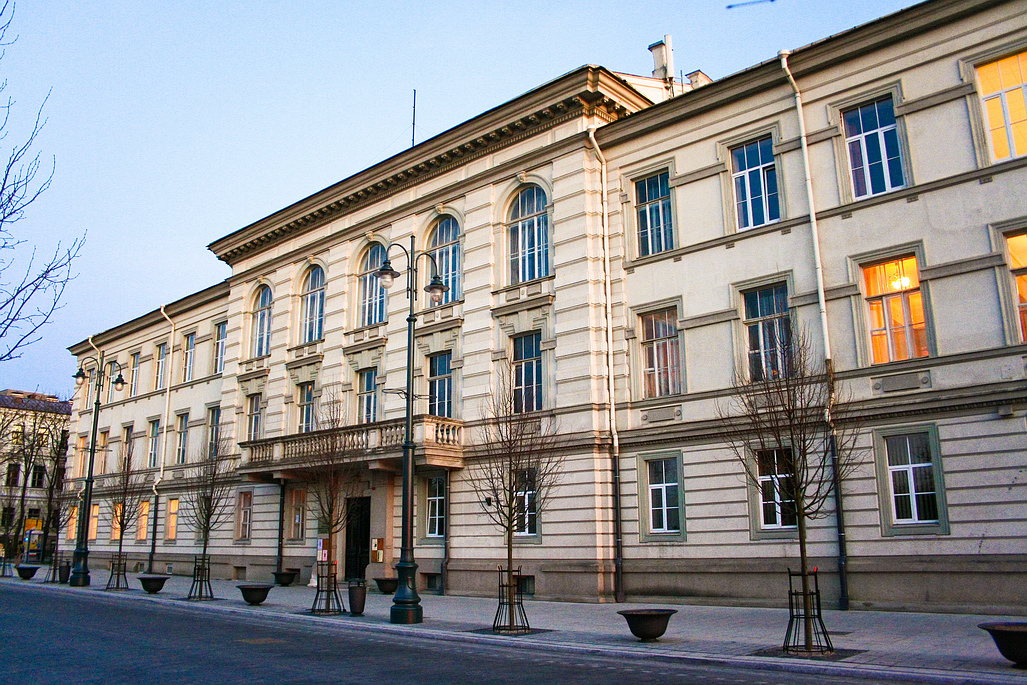
Das Hauptgebäude der Akademie am Gediminas-Prospekt

Die Litauische Musik- und Theaterakademie (litauisch: Lietuvos muzikos ir teatro akademija, LMTA; Lat.: Academia Musicae et Theatri Lithuaniae) in Vilnius, Litauen, ist eine staatliche universitäre Musikhochschule, die Studierende der Musik, des Theaters und Tanzens sowie der Multimedia-Kunst ausbildet.

## Geschichte
Der Komponist Juozas Naujalis gründete 1919 eine Musikschule, die 1933 in das Konservatorium Kaunas umgewandelt wurde. 1945 wurde die Bibliothek der Litauischen Musik- und Theaterakademie gegründet. 1949 wurden das Konservatorium Kaunas und das Konservatorium Vilnius zum Litauischen Staatskonservatorium vereinigt. 1992 erfolgte die Umbenennung des Staatskonservatoriums in „Litauische Musikakademie“ (Lietuvos muzikos akademija, LMA), 2004 erhielt die Institution ihren heutigen Namen.

## Heutige Situation

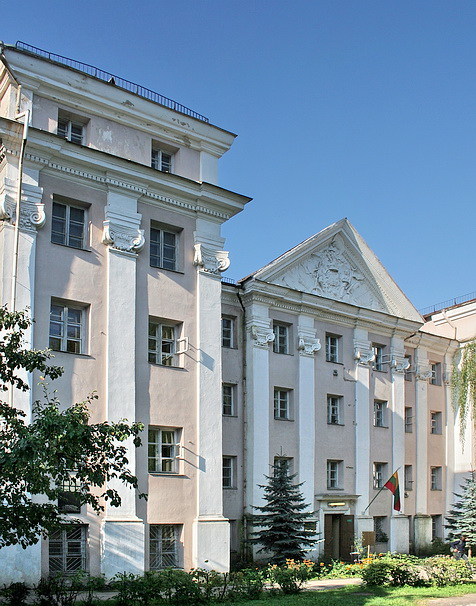
Der Słuszko-Palast (Sluškų rūmai) in Vilnius beherbergt eine Abteilung der Akademie

Im Januar 2005 hatte die Litauische Musik- und Theaterakademie 1.167 Studierende, die von 274 Personen unterrichtet wurden. 
Rektor ist seit 2011 Zbignevas Ibelgauptas, die Leitung der Akademie befindet sich in einem Palast am Gediminas-Prospekt. In Vilnius befinden sich zwei Fakultäten: Fakultät für Musik sowie Fakultät für Theater und Film (früher 3: die Fakultät für Klavier und Musikwissenschaft, die Fakultät für Instrumental- und Chormusik und die Fakultät für Theater und Film). Eine Abteilung der Musikfakultät ist in Kaunas, diese doppelt teilweise die Angebote der beiden Vilniusser musikalischen Fakultäten. Die dritte Fakultät Klaipėda befindet sich in der litauischen Hafenstadt.
Die Akademie verleiht folgende universitäre Grade: Bachelor of Arts und Master of Arts der Musik, des Theaters, der Multimediakünste, sowie einen Doktorabschluss für Absolventen der Musikwissenschaft, der Volksmusikwissenschaft und der Theatertheorie und -geschichte. Außerdem gibt es ein Lizentiat für ein zweijähriges Nachdiplomstudium für Musiker, Komponisten und Regisseure.
Die Akademie ist bestrebt, „die internationale Zusammenarbeit und die Integration in die europäische und weltweite akademische Gemeinschaft zu entwickeln, den Austausch von Studierenden und Lehrern zu unterstützen und zu erleichtern und hohe qualitative Standards in der höheren Kunstausbildung zu gewährleisten.“
Studierende und Professoren treten bei über 400 Konzerten im Jahr auf. Sie beteiligen sich an nationalen und internationalen Orchestern, Veranstaltungen, Wettbewerben und Festivals. Die Akademie selbst sponsert unter anderem den Internationalen Violinwettbewerb Jascha Heifetz und einen internationalen Wettbewerb für Sänger und Klavierbegleiter. Sie ist mitbeteiligt am Internationalen Klavier- und Orgelwettbewerb Mikalojus Konstantinas Čiurlionis. Daneben organisiert sie Vorspiele für die Teilnahme am Jugendorchester der Europäischen Union, der Internationalen Chor- und Orchesterakademie in Stuttgart und den International Holland Music Sessions sowie andere Vorspiele um Stipendien.

## Internationale Zusammenarbeit

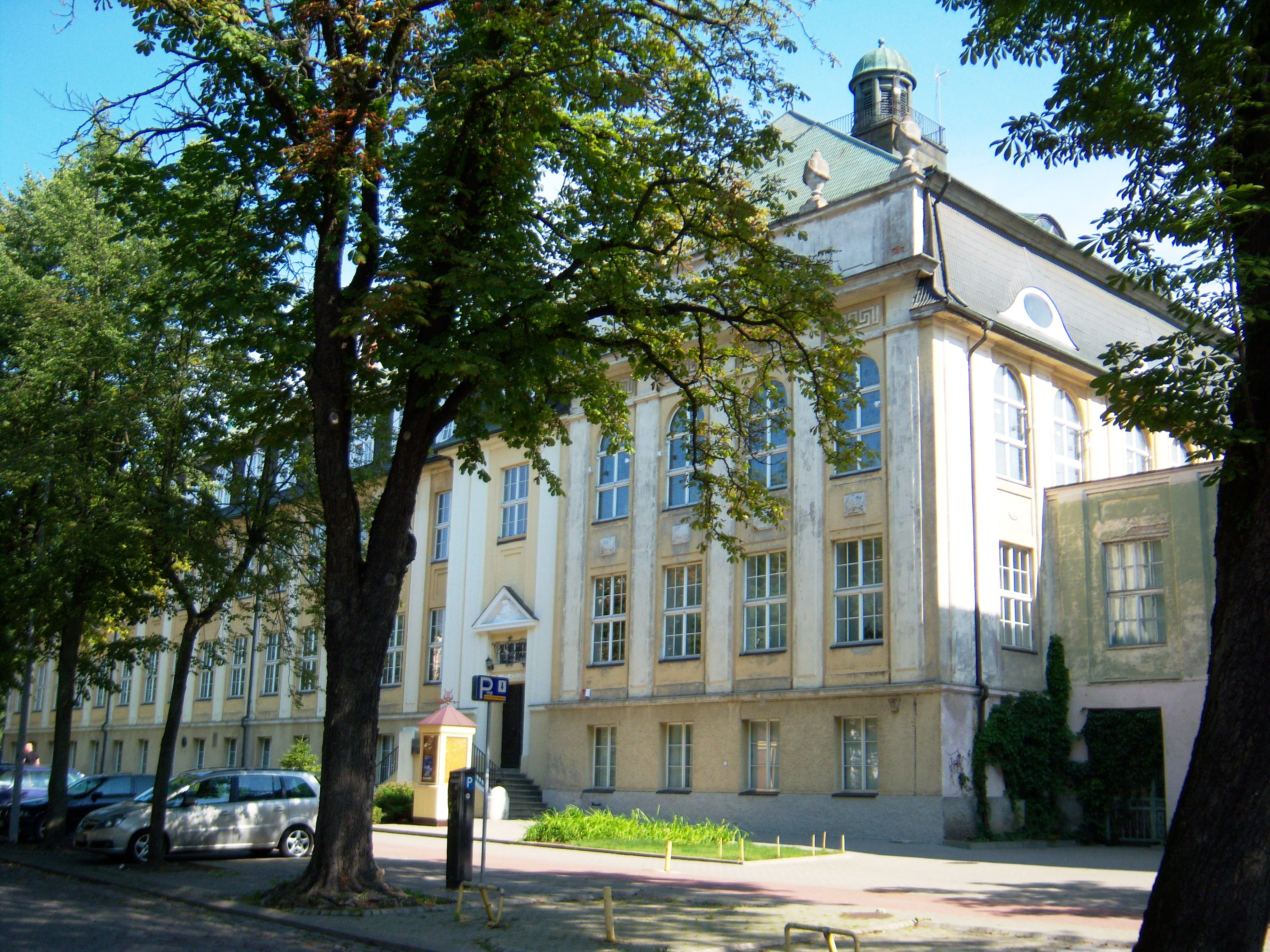
Abteilung in Klaipėda

Die LMTA hat mit 72 Partnerinstitutionen in ganz Europa über das Sokrates-Programm bilaterale Abkommen. 2003 richtete sie ein Leistungspunkte-System ein, das dem European Credit Transfer System vergleichbar ist.
Daneben hat die Hochschule mit der belarussischen staatlichen Musikakademie, dem  Tschaikowski-Konservatorium in Moskau und dessen Schule für slawische traditionelle Musik, dem Rimski-Korsakow-Konservatorium in Sankt Petersburg und der Universität Kansas bilaterale oder multilaterale Abkommen unterzeichnet.

## Persönlichkeiten
Rektoren
- 1949–1983: Jurgis Karnavičius senior (1912–2001)
- 1983–1994: Vytautas Laurušas (1930–2019)
- 1994–2005: Juozas Antanavičius (* 1940)
- 2005–2011: Eduardas Gabnys (* 1952)
- Seit 2011: Zbignevas Ibelgauptas (* 1961)

Absolventen
- Nijolė Ambrazaitytė (1939–2016), Sängerin
- Feliksas Romualdas Bajoras (* 1934), Komponist
- Asta Baukutė (* 1967), Schauspielerin
- Juozas Domarkas, Dirigent
- Vytautas Gaidamavičius (* 1936), Pianist und Kulturminister
- Rimantas Gučas (* 1942), Orgelbauer und Musikwissenschaftler
- Vytautas Landsbergis (* 1932), Pianist, Musikwissenschaftler und erster Präsident der Republik Litauen
- Liana Ruokytė Jonsson (* 1966), Regisseurin und Kulturdiplomatin
- Mūza Rubackytė (* 1959), Pianistin
- Aušrinė Stundytė (* 1976), Sängerin, lebt in Köln